# Irrédentisme yougoslave

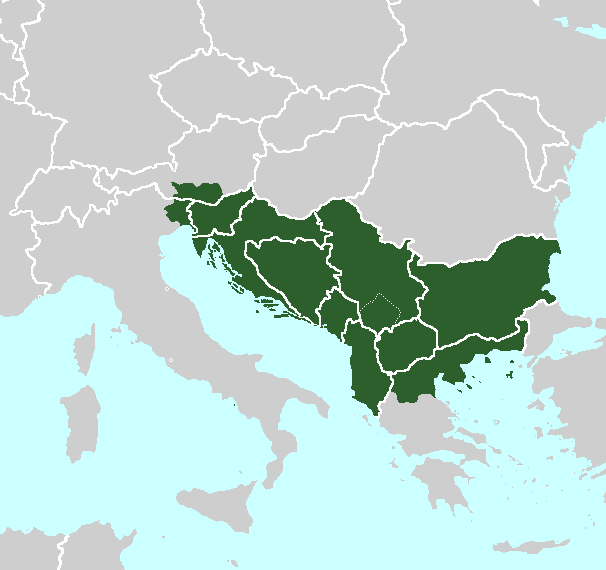
Carte de la Grande Yougoslavie (ou Yougoslavie Intégrale) proposée par Josip Broz Tito

 (avril 2023).
La mise en forme du texte ne suit pas les recommandations de Wikipédia : il faut le « wikifier ».
Les points d'amélioration suivants sont les cas les plus fréquents. Le détail des points à revoir est peut-être précisé sur la page de discussion.
- Les titres sont pré-formatés par le logiciel. Ils ne sont ni en capitales, ni en gras.
- Le texte ne doit pas être écrit en capitales (les noms de famille non plus), ni en gras, ni en italique, ni en « petit »…
- Le gras n'est utilisé que pour surligner le titre de l'article dans l'introduction, une seule fois.
- L'italique est rarement utilisé : mots en langue étrangère, titres d'œuvres, noms de bateaux, etc.
- Les citations ne sont pas en italique mais en corps de texte normal. Elles sont entourées par des guillemets français : « et ».
- Les listes à puces sont à éviter, des paragraphes rédigés étant largement préférés. Les tableaux sont à réserver à la présentation de données structurées (résultats, etc.).
- Les appels de note de bas de page (petits chiffres en exposant, introduits par l'outil «  Source ») sont à placer entre la fin de phrase et le point final[comme ça].
- Les liens internes (vers d'autres articles de Wikipédia) sont à choisir avec parcimonie. Créez des liens vers des articles approfondissant le sujet. Les termes génériques sans rapport avec le sujet sont à éviter, ainsi que les répétitions de liens vers un même terme.
- Les liens externes sont à placer uniquement dans une section « Liens externes », à la fin de l'article. Ces liens sont à choisir avec parcimonie suivant les règles définies. Si un lien sert de source à l'article, son insertion dans le texte est à faire par les notes de bas de page.
- La présentation des références doit suivre les conventions bibliographiques. Il est recommandé d'utiliser les modèles {{Ouvrage}}, {{Chapitre}}, {{Article}}, {{Lien web}} et/ou {{Bibliographie}}. Le mode d'édition visuel peut mettre en forme automatiquement les références.
- Insérer une infobox (cadre d'informations à droite) n'est pas obligatoire pour parachever la mise en page.

Pour une aide détaillée, merci de consulter Aide:Wikification.
Si vous pensez que ces points ont été résolus, vous pouvez retirer ce bandeau et améliorer la mise en forme d'un autre article.
L'irrédentisme yougoslave est une idée politique prônant la fusion des territoires peuplés de Slaves du Sud au sein de la Yougoslavie avec plusieurs territoires adjacents, dont la Bulgarie, la Thrace occidentale et la Macédoine grecque. Le gouvernement du royaume de Yougoslavie a recherché une union avec la Bulgarie ou son incorporation à la Yougoslavie. Après 1945, la république fédérative socialiste de Yougoslavie sous Josip Broz Tito cherche à créer une Yougoslavie intégrale qui incorporerait à l'intérieur de ses frontières : la Macédoine grecque et la Thrace, l'Albanie, la Bulgarie, des portions ou la totalité de la Carinthie autrichienne, et pendant un temps toute la région italienne de Frioul-Vénétie Julienne.

## Histoire
Les partisans de l'irrédentisme yougoslave comprenaient à la fois des monarchistes et des républicains. Quelques jours avant la création de la Yougoslavie en 1918, le politicien yougoslave Svetozar Pribićević déclara que les frontières de la Yougoslavie devaient s'étendre « de la Soča jusqu'à Salonique ». Les propositions de l'entre-deux-guerres d'inclure la Bulgarie dans la Yougoslavie incluaient des affirmations du camp républicain selon lesquelles une république était nécessaire pour une Yougoslavie intégrale avec la Bulgarie, tandis que d'autres affirmaient qu'une république ne fonctionnerait pas, la Bulgarie étant à l'époque un régime tsariste, et affirmaient plutôt qu'une forme de monarchie constitutionnelle limitée serait une forme d'État appropriée qui pourrait inclure la Bulgarie en son sein. Le mouvement militant Zveno en Bulgarie soutint une Yougoslavie intégrale qui incluait la Bulgarie ainsi que l'Albanie en son sein. Le mouvement Zveno participa au coup d'État bulgare de 1934, où les putschistes déclarent leur intention de former immédiatement une alliance avec la France et de rechercher l'unification de la Bulgarie en une Yougoslavie intégrale.
En 1940, une fois la Seconde Guerre mondiale commencée, le général Milan Nedić proposa que la Yougoslavie rejoigne les puissances de l'Axe et attaque la Grèce pour s'emparer de Salonique. Pendant la Seconde Guerre mondiale, le gouvernement britannique a soutenu la création d'une Grande Yougoslavie après la guerre en opposition à l'adhésion du gouvernement bulgare à l'Axe, en mai 1941, approuvant l'article du Dr Malcom Burr en faveur de l'incorporation de la Bulgarie à la Yougoslavie après la guerre.
Après la Seconde Guerre mondiale, Tito déclara que Trieste et toute la Carinthie, y compris la Carinthie autrichienne revenaient de droit à la Yougoslavie, en disant : « Nous avons libéré la Carinthie, mais les conditions internationales étaient telles que nous avons dû la quitter temporairement. La Carinthie est à nous et nous nous battrons pour elle ». 

## Sources
- Sabrina P. Ramet, The three Yugoslavias: state-building and legitimation, 1918-2005, Bloomington, Indiana, USA, Indiana University Press, 2006